# Lebrão
José Eurípedes Clemente (Guaíra, 10 de março de 1955), também conhecido como Lebrão, é um político e empresário brasileiro filiado ao União Brasil (UNIÃO).

## Biografia
Nascido em Guaíra, no interior de São Paulo. Sua família se mudou para a cidade de São Paulo, tempos depois de seu nascimento. Em trabalho como catador de papel, José Eurípedes recebe o apelido de Lebrão. Aos 18 anos serviu no Exército, em Americana. Ao sair do exército virou caminhoneiro. Durante o trabalho, estabeleceu-se no estado de Rondônia. Primeiro morou em Cerejeiras, onde trabalhou para o primeiro prefeito da cidade na sua campanha, dando início a sua carreira política. Em 1987 trabalhou no garimpo de cassiterita em Bom Futuro, Ariquemes, após isto, iniciou um negócio de compra, venda e transporte de madeira, em representação de empresas paulistas até 1998, quando abriu uma serraria em São Francisco do Guaporé, entrando para o ramo madereiro, em paralelo com o de transportes. Sua filha Gislaine Clemente, a "Lebrinha", foi prefeita de São Francisco do Guaporé por dois mandatos (2013-2016 e 2017-2020) e se elegeu como deputada estadual em Rondônia nas eleições de 2022, com 12.623 votos, pelo União Brasil.

### Carreira na política
Em 2004 se candidatou como vice-prefeito de Costa Marques, pelo PTN (hoje Podemos) na chapa que tinha Élio da Ceron (PMDB, hoje MDB) como titular, ganhando a eleição, tendo recebido 2 576 votos (48,24%).
Em 2006 se candidatou pela primeira vez ao cargo de deputado estadual, obtendo 8 330 votos, não se elegendo, mas ficando na suplência do deputado eleito Alex Testoni, também do PTN.
Em 2008 se candidatou para prefeito de São Francisco do Guaporé, mas não conseguiu a eleição.
No início de 2009 assumiu como deputado estadual, devido à eleição de Testoni para a prefeitura de Ouro Preto do Oeste.
Nas eleições de 2010 se elegeu como deputado estadual pelo PTN, com 15 991 votos.
Em 2014 foi reeleito deputado estadual por Rondônia pelo PTN, com 16 373 votos.
Nas eleições de 2018 se elegeu para mais um mandato como deputado estadual pelo Movimento Democrático Brasileiro (MDB), com 20 357 votos.
Nas eleições de 2022 se elegeu como deputado federal por Rondônia pelo União Brasil, com 12 607 votos.

### Cassação de mandato pela Mesa Diretora da Câmara dos Deputados
Em 30 de julho de 2025, a Mesa Diretora da Câmara dos Deputados declarou a perda definitiva do mandato de Lebrão. A decisão foi motivada por uma mudança de entendimento do Supremo Tribunal Federal sobre as regras de distribuição das chamadas "sobras eleitorais". O STF formou maioria para invalidar a regra conhecida como “80/20”, que estabelecia que apenas partidos que atingissem ao menos 80% do quociente eleitoral, e candidatos com pelo menos 20% desse quociente, teriam direito à disputa pelas vagas remanescentes na eleição proporcional. Com a recontagem, quem assumiu a vaga do então deputado Lebrão foi Rafael Fera, do Podemos (PODE).
A própria Câmara dos Deputados tentou apresentar um recurso ao STF para impedir a mudança nas cadeiras dos parlamentares, mas o recurso foi rejeitado pelo colegiado da corte. Com a invalidação dessa regra, foi feita uma recontagem na totalização dos votos dos deputados pela Justiça Eleitoral no início de junho de 2025. Além de Lebrão, outros seis deputados federais eleitos sob a vigência da regra antiga acabaram também perdendo os seus mandatos: Gilvan Máximo (Republicanos-DF), Augusto Pupio (MDB-AP), Sílvia Waiãpi (PL-AP), Lázaro Botelho (PP-TO), Professora Goreth (PDT-AP) e Sonize Barbosa (PL-AP).

## Denúncia de corrupção

### Recebimento de propina
Em setembro de 2020 Lebrão foi filmado guardando dinheiro que seria de uma suposta propina em um saco de lixo. A sua filha, então prefeita de São Francisco do Guaporé, foi gravada na mesma situação e no marco da "Operação Reciclagem" foi presa pela Polícia Federal, junto a três outros prefeitos do estado, acusados de participar de um esquema em que se pedia propina a empresas que tinham contratos com as prefeituras. Um dos endereços do deputado também foi alvo de busca e apreensão no mesmo mês. A denúncia motivou representações no Conselho de Ética da Assembleia Legislativa do Estado de Rondônia contra Lebrão, que em junho de 2021 foram arquivadas pelos parlamentares, de acordo ao relator do processo, em seguimento a um parecer da Advocacia-Geral da Casa que exigia que a representação partisse de um deputado ou partido político com representação na Assembleia. Os pedidos tinham sido feitos por um advogado de Rondônia. No mesmo mês o Ministério Público de Rondônia processou Lebrão e a filha por improbidade administrativa, no marco da "Operação Reciclagem", alegando que o deputado e a ex-prefeita teriam exigido o pagamento de R$ 2 milhões de reais, feitos em parcelas de R$ 100 mil e que parte do valor teria sido pago, em três parcelas de R$ 40 mil, totalizando R$ 120 mil. Em agosto de 2022 o Tribunal de Justiça negou o pedido de rejeição da denúncia do MP feito por Lebrão dada sua condição de deputado estadual e o foro privilegiado a que tem direito, dando seguimento normal ao processo.

### Falsificação de documentos
Em 2022, Lebrão foi condenado por falsificação de autorização para transporte de produto florestal em Rondônia.
Lebrão foi denunciado à justiça pelo Ministério Público Federal (MPF) e condenado a 2 anos e 11 meses de reclusão em regime aberto, porém, o deputado recorreu da decisão e a pena foi substituída por prestação de serviços à comunidade e o pagamento de multa de 10 salários-mínimos, todavia, o deputado não cumpriu tanto a prestação de serviços e nem o pagamento da multa, sendo requisitado pelo Ministério Público Estadual (MPE) para que se cumpra a punição.

## Desempenho eleitoral
| Ano do pleito | Interpretação | Abrangência                           | Partido | Candidata a                                 | Votos  | %      | Resultado  | Ref               |
| ------------- | ------------- | ------------------------------------- | ------- | ------------------------------------------- | ------ | ------ | ---------- | ----------------- |
| 2004          | —             | Municipal em Costa Marques            | PTN     | Vice-prefeito Titular: Élio da Ceron (PMDB) | 2 576  | 48,24% | Eleito     | [ 7 ]             |
| 2006          | —             | Estadual em Rondônia                  | PTN     | Deputado estadual                           | 8 330  | 1,14%  | Não eleito | [ 8 ]             |
| 2008          | —             | Municipal em São Francisco do Guaporé | PTN     | Prefeito                                    | ?      | ?      | Não eleito | [ 27 ]            |
| 2010          | —             | Estadual em Rondônia                  | PTN     | Deputado estadual                           | 15 991 | 2,14%  | Eleito     | [ 11 ]            |
| 2014          | —             | Estadual em Rondônia                  | PTN     | Deputado estadual                           | 16 373 | 2,00%  | Eleito     | [ 12 ]            |
| 2018          | —             | Estadual em Rondônia                  | MDB     | Deputado estadual                           | 20 357 | 2,49%  | Eleito     | [ 13 ]            |
| 2022          | Até 2025      | Estadual em Rondônia                  | UNIÃO   | Deputado federal                            | 12 607 | 1,45%  | Eleito     | [ 14 ]            |
| 2022          | Após 2025     | Estadual em Rondônia                  | UNIÃO   | Deputado federal                            | 12 607 | 1,45%  | Não Eleito | [ nota 1 ] [ 19 ] |